# Polizeiruf 110: Das Wunder von Wustermark
Das Wunder von Wustermark ist ein deutscher Kriminalfilm von Bernd Böhlich aus dem Jahr 1998. Der Fernsehfilm erschien als  196. Folge der Filmreihe Polizeiruf 110. Er knüpft an die Folge Totes Gleis an und ist der zweite von drei Polizeiruf-110-Filmen, in denen Otto Sander und Ben Becker als Lansky und Dettmann Hauptrollen spielen.

## Handlung
Herbert Krolikowski verkauft in Wustermark Großflughafenkleinaktien für den in Kürze beginnenden Bau des Internationalen Flughafens Berlin-Wustermark. Richard Lansky will 30.000 D-Mark in Aktien investieren, kommt jedoch zum Glück etwas zu spät. Kriminalhauptkommissarin Tanja Voigt nimmt Krolikowski wegen Betruges fest. Ein Jahr später wird er zu sechs Jahren Haft verurteilt, war ein Flughafen doch nie geplant. Melker Werner Sommer, der den Kauf von Aktien im Dorf beworben hatte, erhält wegen unwissentlicher Beihilfe eine Haftstrafe auf Bewährung. Die Einwohner von Wustermark haben hohe Summen an Krolikowski verloren, darunter neben Polizeihauptmeister Horst Krause auch Maria, die inzwischen Lanskys Frau geworden ist. Da das Geld nie aufgetaucht ist, vermuten die Einwohner, dass es versteckt wurde. Lansky schreibt im Namen der Einwohner Wustermarks einen Brief an Krolikowski, den Horst Krause persönlich im Gefängnis abgibt. Dabei transportiert er auch Werner Sommer als blinden Passagier mit. Sommer gelingt es, Krolikowski aus dem Gefängnis zu befreien, will sich Sommer doch im Dorf mit der Wiederbeschaffung des Geldes rehabilitieren. Beide fahren zu Krolikowskis früherem Büro, das inzwischen jedoch weitervermietet wurde, sodass das Geld im Büro unerreichbar scheint.
Beide kehren nach Wustermark zurück. Hier eröffnet Jobst Dettmann gerade seine neue Videothek, wobei er als Stargast Dolly Buster eingeladen hat. Den Massenandrang vor Ort nutzt Krolikowski, um Maria aus ihrer Kneipe zu entführen. Von Lansky fordert er die Beschaffung des Geldes im Tausch für Marias Leben. Tanja Voigt, die im Fall des entflohenen Krolikowski ermittelt, wird von Lansky, Dettmann und Sommer mit Schlafmittel ausgeschaltet, nachdem sie ihr von Marias Entführung berichtet haben. Sie mieten sich anschließend im Büro über Krolikowskis ehemaligem Büro ein, seilen sich ins Stockwerk darunter ab und brechen in Krolikowskis ehemalige Büroräume ein. Das Wachpersonal des Gebäudes wird unterdessen von Dolly Buster abgelenkt, die von Sommer instruiert eine Marilyn-Monroe-Imitation samt fliegenden Kleid gibt. Lansky und Dettmann finden das Geld in einem Türrahmen. Dettmanns Kaninchen Pronto löst schließlich geplant die Alarmanlage des Gebäudes aus, sodass die beiden Männer im entstehenden Chaos fliehen können.
Tanja Voigt hat unterdessen mit Horst Krauses Hilfe die Spur eines Lieferwagens verfolgt, in dem womöglich Maria entführt wurde. Voigt beobachtet, wie Krolikowski und Lieferwagenbesitzer Hecht die gefesselte Maria in den Lieferwagen verfrachten, um mit ihr zum Treffpunkt der Geldübergabe zu fahren. Tanja Voigt kann Maria befreien und stattdessen selbst zur Geldübergabe mitfahren. Hier überrascht sie Krolikowski, der nach seiner „Ladung“ sehen will, und verhaftet ihn.
Lansky und Dettmann beginnen wenig später mit der Rückzahlung der Aktiengelder an die Einwohner Wustermarks. Tanja Voigt erscheint, da sie inzwischen vom Einbruch im Bürogebäude erfahren hat. Zwar wurden keine Fingerabdrücke festgestellt, wohl aber Kaninchen Pronto gefunden. Tanja Voigt weiß, dass Pronto Dettmann gehört, sodass die Männer nun sicher sind, verhaftet zu werden. Tanja Voigt jedoch gibt Dettmann Pronto wieder und merkt an, dass „sowas“ sie ihren Job kosten könnte.

## Produktion
Das Wunder von Wustermark wurde von Juli bis August 1997 unter anderem in Berlin sowie Bredow und Umgebung gedreht. Die Kostüme des Films schuf Christine Zartmann, die Filmbauten stammen von Eduard Krajewski. Dolly Buster spielt im Film sich selbst, wurde jedoch synchronisiert. Der Film erlebte am 4. Januar 1998 im Ersten seine Fernsehpremiere. Die Zuschauerbeteiligung lag bei 16,2 Prozent.
Es war die 196. Folge der Filmreihe Polizeiruf 110 und die Fortsetzung der Folge Totes Gleis aus dem Jahr 1994, die 1995 mit dem Grimme-Preis ausgezeichnet worden war. Ben Becker, seine Mutter Monika Hansen und sein Stiefvater Otto Sander übernahmen dabei erneut ihre Rollen des ersten Teils. Wie in Totes Gleis ist auch hier Katrin Sass als Kriminalhauptkommissarin Tanja Voigt zu sehen. Voigt ermittelte in ihrem 10. und letzten Fall. Katrin Sass war zum Zeitpunkt der Dreharbeiten bereits langjährige Alkoholikerin. Als sie auf Feierlichkeiten zum 200. Polizeiruf (Kleiner Engel) betrunken erschien, wurde sie vom ORB fristlos entlassen.

## Kritik
Für die TV Spielfilm war Das Wunder von Wustermark „eine Klasse-Story im fein skizzierten Landmilieu, mit Spitzenbesetzung“ und ein „Serien-Kleinod mit trockenem Humor“. Die Frankfurter Rundschau befand, dass der Film aus dem Rahmen falle: „Es gibt keinen Toten, nicht Mord und Totschlag, stattdessen wird als Mischung aus bitterem Märchen und satirischem Krimi die Geschichte eines Millionenbetrugs aufgeblättert.“ Der Film sei „eine vergnügliche Studie“. „Dieser Krimi ist Märchen und Parodie und Klamotte und Köpenickiade, ein ganzes Dorf spielt mit und eine Landschaft und ihre Geschichte“, fasste die Süddeutsche Zeitung zusammen, und nannte den Film „mehr Komödie als Krimi“.
Die Leipziger Volkszeitung schrieb, dass im Film die Originalität auf der Strecke geblieben sei: „Otto Sander und Ben Becker bekommen kaum Gelegenheit, mal wirklich miteinander zu spielen, müssen stattdessen herumalbern wie auf einem Maskenball“; die Handlung „bietet weit weniger Überraschungen als der erste Teil, der märchenhafte Schluß ist von Anfang an absehbar.“ Auch die Sächsische Zeitung befand, dass der Film „bei weitem nicht so brillant erzählt wie der erste Film [war]. Aber wiederum mit herrlichen Regie- und Besetzungsideen“.